# Котэ-Санги
Котэ-Санги (дари کوته سنگی) — район в западной части Кабула, Афганистан, часть Района 5.

## Расположение
Это один из самых густонаселённых городских районов, расположенный к югу от Силосной башни и к западу от Дех-Бори (перс.  دهبوری‎) и Кабульского университета.
Дороги связывают его с Афшаром, Дар-уль-Аманом, Пагманом и центром Кабула. На юго-западе находятся трущобы рядом с Даште-Барчи.

## Общие сведения
В 2011 году здесь была построена первая в стране эстакада, длина которой 650 метров, а высота — 14 метров. Движение направлено на Мирвайс Майдан — современный район на западе Кабула.
В Котэ-Санги расположено много мелких лавок и магазинчиков; большой стихийный рынок, где продают подержанную одежду, дешёвые украшения, фрукты и свежевыжатые соки, компакт-диски и аудиокассеты. Немало уличных забегаловок, мехмунсараев и мехмунхане, есть пекарни.
Район неспокойный: иногда здесь совершаются террористические акты и убийства.
Из Котэ-Санги ходит микроавтобус (иногда называемый Pul-e Socta) на Бамиан; транспортировка обычно проходит по южному маршруту через перевалы Гаджигак и Унай, время в пути 9 — 11 часов.